# Karawane

Karawane in der marokkanischen Sahara

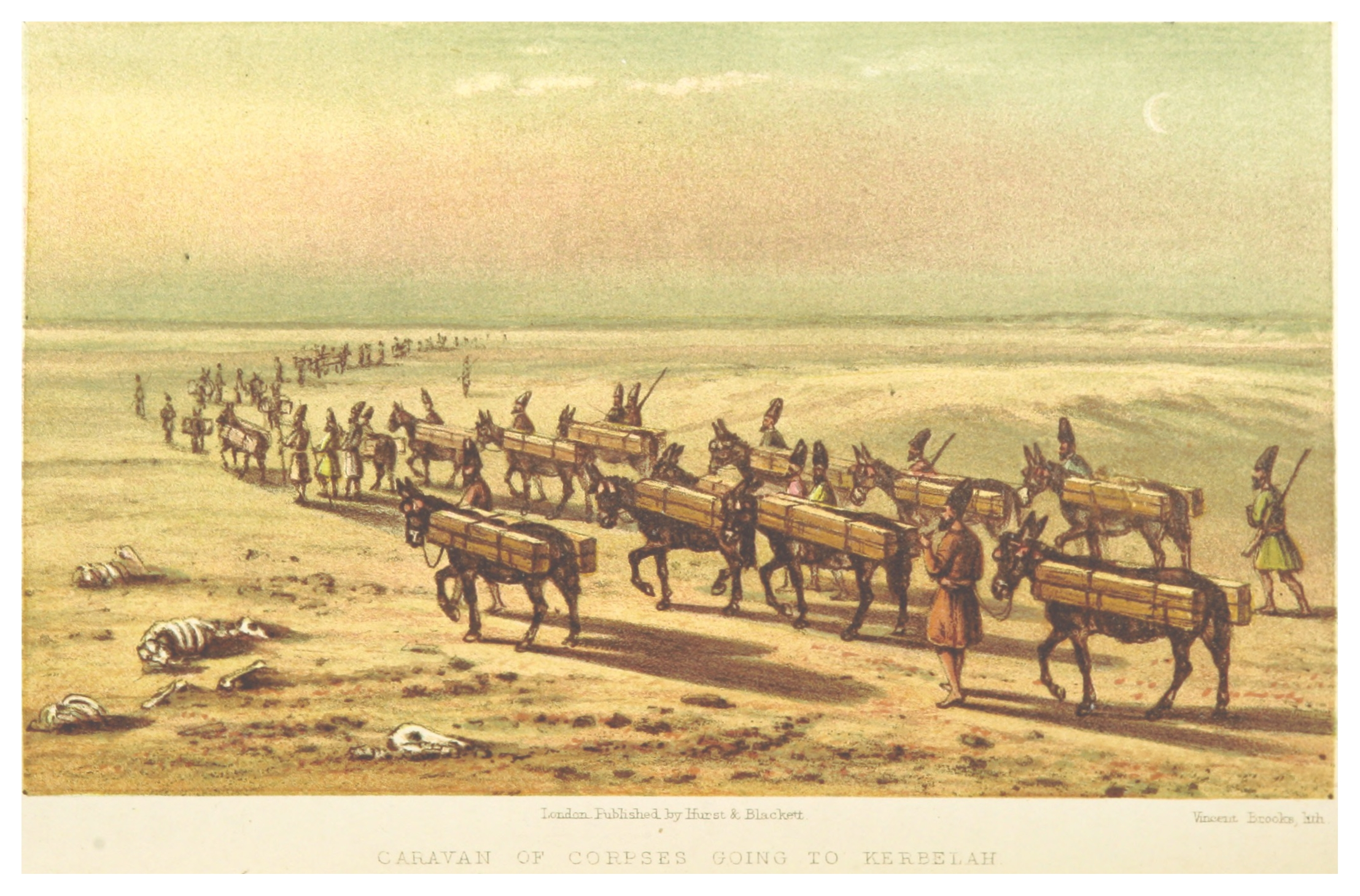
Karawane mit Bauholz in der Syrischen Wüste auf dem Weg nach Kerbela (1860)

Karawanen (persisch کاروان kārwān) sind große Reisegesellschaften, die vorwiegend in Vorder- und Mittelasien sowie Nordafrika unterwegs waren und regional, etwa als Salzkarawanen in der Sahara bis heute unterwegs sind. Solche Gesellschaften konnten aus 1000 und mehr Kamelen, Maultieren oder Eseln bestehen. Die Reise im Konvoi diente dem Schutz vor wilden Tieren und Überfällen, stellte allerdings gleichzeitig ein lohnendes Ziel für Banditen dar. Karawansereien oder ksour (Tunesien) dienten den Karawanen als geschützter Lagerplatz und/oder als Herberge.

## Etymologie
Das Etymologische Wörterbuch des Deutschen definiert die Karawane als Kamelzug bzw. „die damit sich fortbewegende Reisegesellschaft“ und vermutet, dass das Wort Karawane (ital. caravana/carovana) über den Italienhandel im 15. Jahrhundert aus dem Persischen kārwān nach Europa kam. Durch die Kreuzzüge aus dem Orient entlehnt ist auch das mittelhochdeutsche Wort karvane, karwan, karwen, das so viel wie "Heeresgepäck" oder auch "Ort für dessen Aufbewahrung" bedeutet. Das persische Wort geht möglicherweise auf das altindische Wort karabháh zurück, das „(junges) Kamel, junger Elefant“ bedeutet.

## Karawanentypen
Eselskarawanen
Man kann Karawanen entweder nach ihrer Zusammensetzung oder nach ihrer Funktion kategorisieren. So erzählen Handelsdokumente aus dem zweiten Jahrhundert vor allem von Eselskarawanen, die zwischen Mesopotamien und dem Hethiterreich unterwegs waren. Dafür wurden neben normalen Packeseln auch Esel für besonders schwere Lasten gezüchtet. Eselskarawanen wurden etwa von den Sumerern und Ägyptern genutzt. In einem Brief des Archivs von Mari (18. Jh. v. Chr.) wird eine hanäische Karawane mit 3000 Tieren erwähnt. Im Karawanenverkehr zwischen Assur und Kanisch bestand eine Sendung jedoch selten aus mehr als zehn Eseln, doch es kam vor, dass sich mehrere Unternehmer zu Konvois zusammenschlossen.
Kamelkarawanen
Je nach zu bewältigendem Territorium wurden auch Kamele dank ihrer Genügsamkeit und Tragfähigkeit für Karawanen genutzt, wenn man lange Strecken ohne Trinkwassermöglichkeiten für die Tiere überwinden musste. Kamelkarawanen gab es erst nach der Erfindung von Reitsätteln, etwa des ḫaulāni-Sattels, des Kissen-Sattels, des šaddād-Sattels in der Syrischen Wüste und des rahla in der westlichen Sahara, des palan-Sattels für den Warentransport, sowie der Kamelsänfte (howdāǧ) für Frauen und Göttersymbole. Die ersten dieser Sättel wurden Ende des 2. Jahrhunderts entwickelt.
Pferde- und Maultierkarawanen
Auf neuassyrischen Reliefs sind Maultierkarawanen zu sehen, die zu militärischen Truppenverlegungen und Völkerdeportationen genutzt wurden. In diesen Darstellungen werden die Tiere von einem Führer am Zaum geleitet und von einem Treiber mit Stock getrieben. Terrakottafiguren mit bepackten Maultieren sind auch von Rhodos bekannt. Für Anatolien sind vereinzelt Pferdekarawanen bezeugt und Wagen, die von Pferden zu Transportzwecken gezogen wurden.
Handelskarawanen
In Handelskarawanen schlossen sich Kaufleute zusammen, die oft Tauschhandel betrieben. Ihr Anführer hieß Karwan-Baschi. Einige der wichtigsten Routen für Handelskarawanen waren die Seidenstraße von Ostasien zum Mittelmeer oder die Weihrauchstraße vom Süden Arabiens zum Mittelmeer. Auch die von der Afar-Senke ausgehenden Salzkarawanen Äthiopiens sind in diesem Zusammenhang zu erwähnen. Bis heute sind Salzkarawanen in der Sahara unterwegs: im Niger von den Oasen Bilma und Fachi sowie in Mali von der Salzmine Taoudenni nach Timbuktu.
Pilgerkarawanen
Pilgerkarawanen dienten Gläubigen zum Schutz auf der Wallfahrt (Haddsch) zu den heiligen Stätten (z. B. Mekka, Medina, Kerbela), sie wurden von einem Amir al-Haddsch angeführt. Die bekanntesten Pilgerkarawanen des Mittelalters und der frühen Neuzeit zogen von Kairo und Damaskus nach Mekka.

## Amerika
Die Silbertransporte der Spanier des 16. bis 19. Jahrhunderts in Mexiko oder Bolivien wurden mittels Maultier- und Eselskarawanen bewerkstelligt; auch hierfür wurden an manchen Orten befestigte Karawansereien errichtet (siehe Camino Real de Tierra Adentro bzw. Ojuelos de Jalisco). 